# Гледићке планине
Гледићке планине простиру се у правцу северозапад-југоисток у дужини од 35 km између Крагујевца на северу, Груже на западу и Левча на истоку до Западне Мораве на југу. Оне су, после Рудника. највише шумадијске планине. На њима је највиши врх Самар (922 m), a после њега врхови Јасеновита глава (906 m), Црни врх (897 m), Шиљата стена (868 m) и др.
На подручју града Крагујевца Гледићке планине су рашчлањене речним долинама: Лепенице, Грошничке реке, Ждраљице, Пчеличке и Дуленске реке.
Ове планине богате су шумом, речним токовима, пашњацима, дивљим животињама (срне, дивље свиње), природним лепотама и рудним благом (гипс, барит, пирит, гвожђе, бакар, угаљ).
Историјске, културне и архитектонске вредности Гледићких планина: манастири Каменац, Каленић и Љубостиња грађени у 15. веку и 16. веку. Недавно асфалтираним путем може се лепо стићи од Крагујевца (излаз преко Станова и Грошнице) до Западне Мораве. Планински и сеоски путеви су погодни за пешачење, планинске бицикле и аутомобиле.
У селу Честин поред планинарског дома (на граници са Аџиним Ливадама) постоји водоспоменик из 1932. године подигнут војницима из тог краја погинулим у Балканским ратовима и у Првом светском рату. У селу Гледић постоји крчма са собама за издавање која је стара преко сто година. Многе куће у засеоцима (као што су Слатина и Јошовићи у селу Честин) су стари и преко 200 година.

## Врхови
| Назив врха        | Висна |
| ----------------- | ----- |
| Самар             | 922 m |
| Јасеновита глава  | 906 m |
| Дуленски Црни врх | 897 m |
| Шиљата стена      | 868 m |

## Занимљивости
Фотографије пејзажа Гледићких планина налазе се на званичном сајту Мајкрософта, где се могу преузети као слике за позадину десктоп екрана. Фотографије су снимљене на подручју села Шљивице.